# Türkmenistanyň Senagatçylar we Telekeçiler partiýasy
Die Türkmenistanyň Senagatçylar we Telekeçiler partiýasy (dt.: Partei der Industriellen und Unternehmer Turkmenistans, russisch Партия промышленников и предпринимателей Туркменистана, Partija promyschlennikow i predprinimatelei Turkmenistana, wiss. Transliteration Partija promyšlennikov i predprinimatelej Turkmenistana, en.: Party of Industrialists and Entrepreneurs of Turkmenistan) ist eine politische Partei in Turkmenistan. Die Partei entstand im August 2012 als erste legale Oppositionspartei des Landes. Am 10. Juni 2013 wurde der Parteiführer Owezmammed Mammedow in einer Nachwahl in die Versammlung von Turkmenistan (Türkmenistanyň Mejlisi) gewählt.
Im Dezember 2017 wählten die Delegierten der zweiten nationalen Parteikonferenz Saparmyrat Owganow als neuen Parteiführer.

## Kritik
Die Partei unterstützt die Politik von Präsident Gurbanguly Berdimuhamedow und Serdar. Es wird vermutet, dass die Regierung von Turkmenistan die Partei gründen ließ, um ein Mehrparteiensystem zu simulieren.

## Wahlergebnisse

### Präsidentschaftswahlen
| Wahlen | Kandidat          | 1. Runde | 1. Runde | 2. Runde | 2. Runde | Ergebnis |
| Wahlen | Kandidat          | Stimmen  | %        | Stimmen  | %        | Ergebnis |
| ------ | ----------------- | -------- | -------- | -------- | -------- | -------- |
| 2017   | Bekmyrat Atalyýew |          | 0,36 %   |          |          |          |
| 2022   | Babamyrat Meredow |          | 1,08 %   |          |          |          |

### Parlamentswahlen
| Wahlen | Parteiführer        | Stimmen | % | Sitze  | +/– | Position | Regierung |
| ------ | ------------------- | ------- | - | ------ | --- | -------- | --------- |
| 2013   | Owezmammed Mammedow |         |   | 14/125 | Neu | 4.       |           |
| 2018   | Saparmyrat Owganow  |         |   | 11/125 | ▼ 3 | ▲ 2.     |           |
| 2023   | Saparmyrat Owganow  |         |   | 18/125 | ▲ 7 | ▼ 3.     |           |